# Margaret Morton (Fotografin)
Margaret Morton (geb. Willis; * 16. Oktober 1948 in Akron, Ohio, USA; † 27. Juni 2020 in New York City, USA) war eine US-amerikanische Fotografin, Autorin und Professorin für Grafikdesign und Fotografie.
Ende der 1980er Jahre begann Morton, das Zusammenleben mehrerer Gemeinschaften von Obdachlosen in New York City in Langzeitprojekten zu dokumentieren.
Die sozialdokumentarischen Fotografien über Obdachlosigkeit und Armut in New York City führten Morton in öffentliche Parks, zu leerstehenden städtischen Grundstücken, in unterirdische Tunnel.
Ihre Arbeiten wurden in fünf Büchern, zahlreichen Zeitungen, wie der New York Times, Washington Post oder The Atlantic, Museen und Ausstellungen publiziert.
Mortons fotografisches Werk wurde mit denen von Jacob August Riis, Lewis Hine, Gordon Parks, Dorothea Lange, Milton Rogovin oder auch Jacob Holdt verglichen.

## Leben
Margaret Willis (Morton) wurde am 16. Oktober 1948 in Akron, Ohio geboren.
Ihre Mutter, Ruth Willis (geb. McFarland) war Grundschullehrerin; ihr Vater, Arthur Willis, unterrichtete Produktdesign an einer High School.
Margaret wuchs gemeinsam mit ihrer Schwester Judith („Joe“) in Akron, Summit County, im Osten von Ohio, auf.  
Nachdem sie 1966 die Cuyahoga Falls High School (CFHS) (s. engl. Wiki) in Cuyahoga Falls abgeschlossen hatte, studierte sie an der Kent State University und machte hier 1970 ihren Abschluss.
Ein Jahr später, 1971, heiratete sie den Architekten Thomas Judson Morton. 
Das Paar wurde wieder geschieden. 
Danach nahm Margaret Morton ein Graduierten-Studium an der Yale School of Art (s. auch engl. Wiki) auf. 
1977 erhielt sie an dieser Hochschule den Master of Fine Arts (M.F.A.) und unterrichtete in Folge hier Grafikdesign.
1980 zog sie nach New York und unterrichtete an der Cooper Union (The Cooper Union for the Advancement of Science and Art).
1985 wurde sie zum ordentlichen Professor für Grafikdesign und Fotografie an der School of Arts dieser Hochschule befördert.
Sie gehörte fast 40 Jahre lang zum Lehrkörper der Cooper Union. 
2018 zog sie sich aus dem Lehrbetrieb zurück.

## The Tunnel (1995)
1995 veröffentlichte Morton ihr zweites Buch mit dem Titel The Tunnel: The Underground Homeless von New York City (Der Tunnel. Die Obdachlosen im Untergrund von New York City). 
Das Buch handelte von einer der ältesten „homeless communities“, Obdachlosen-Gemeinschaften, in einem über vier Kilometer langen, stillgelegten Eisenbahntunnel unter der prachtvollen Upper West Side, am Ufer des Hudson, die mehr als 20 Jahre lang unentdeckt geblieben war.
Eine „Wohngemeinschaft“ von etwa 50 Menschen, hatte sich in Nischen, Abstellräumen oder auch zwischen den Gleisen, im Schutz und in der Dunkelheit des Tunnels eingerichtet.
Bilder von und Interviews mit den Obdachlosen („Tunnelmenschen“) wurden von Morton in einem Langzeitprojekt von 1991 bis 1995 aufgenommen.
„Es ist sehr, sehr kalt dort unten und sehr, sehr dunkel – man fühlt die Schwärze, und nach meinen Exkursionen war ich vollkommen erschöpft, weil ich alle meine Sinne so sehr beanspruchen mußte“, berichtete Morton über ihren Abstieg in die „Unterwelt“.
Morton zeigte, dass die Gemeinschaft stark reglementiert war, mit strengen Normen, genau festgelegten Zwecken für verschiedene Teile des Raums, Einkommens- und Austauschquellen und Beziehungen zwischen Mitgliedern der Gemeinschaft.
Kurz darauf wurde diese Gemeinschaft von Obdachlosen aus dem Tunnel vertrieben, nachdem Amtrak beschlossen hatte, die Nutzung wieder aufzunehmen.
Seit 1991 verkehren durch den von Morton porträtierten Tunnel unter dem Riverside Park, der als „Freedom Tunnel“ bekannt ist und dem Trassenverlauf der ehemaligen Hudson River Railroad folgt, die Züge der Verbindungen des Empire Corridor zwischen der New York Pennsylvania Station, Upstate New York und weiteren Orten.

## Glass House (2004)
Im Jahr 2004 veröffentlichte Morton Glass House, eine Dokumentation über eine Gemeinschaft von jugendlichen Hausbesetzern, die in einer verlassenen Glasfabrik auf der Lower East Side von Manhattan lebten.
Vereint durch das Bedürfnis nach Gemeinschaft, eine starke Arbeitsmoral und eiserne Regeln verwandelten sie die baufällige Ruine in das Haus, das sie „Glashaus“ nannten. 
Die Gruppe reparierte Treppen und Dachbalken mit Holz, das sie von Baustellen und Polizeibarrikaden beschafften, bezogen Strom aus einer Straßenlaterne und Wasser aus einem nahe gelegenen Hydranten. 
Schließlich rüsteten sie die Gebäude mit einer Gemeinschaftsküche, einer Bibliothek und separaten Wohnbereichen für jedes Mitglied des Hauses aus.
„1993 habe ich von einem ehemaligen Hausbesetzer vom Glass House gehört und wir haben uns dann mit der gesamten Gemeinschaft getroffen. Sie luden mich ein, an Hausversammlungen am Sonntagabend und an Arbeitstagen am Donnerstag teilzunehmen und mich mit einzelnen Mitgliedern zu treffen, um sie zu fotografieren und ihre Geschichten aufzuzeichnen. Ich habe ihren Einfallsreichtum und ihre außergewöhnliche Fähigkeit zur Zusammenarbeit aus erster Hand miterlebt.“ (Margaret Morton)
Am 1. Februar 1994 vertrieb die New Yorker Polizei die Obdachlosengemeinschaft aus dem Fabrikgebäude. Heute leben in dem Gebäude Menschen mit geringem Einkommen, die mit HIV / AIDS leben. 
Der Schriftsteller Luc Sante bemerkt: „Auch wenn wir die ganze Zeit gewusst haben, dass die Geschichte mit einer gewaltsamen Räumung enden wird, ist es bis zum Ende immer noch schockierend.“
Morton betrachtete ihr Buch als Dokument über eine höchst ungewöhnliche Gemeinschaft, die schon bald nach der Veröffentlichung des Buches durch den Prozess der Gentrifizierung vollständig aus dem East Village verschwand.

## Cities of the Dead. Kirgisistan (2014)
Im Juli 2006 begleitete Morton Virlana Tkacz (s. engl. Wiki), Theaterregisseurin und Leiterin des La MaMa Experimental Theatre Club (s. engl. Wiki) (Off-Off-Broadway) in Manhattans East Village, auf ihrer Reise nach Kirgisistan.
Tkacz hatte Morton eingeladen, Orte zu fotografieren, auf die in einem kirgisischen Gedicht verwiesen wird, das sie zu einem Theaterstück entwickeln wollte.
Auf einer ihrer Erkundungsfahrten, glaubte Morton in der Ferne eine Stadt zu erkennen, die sich jedoch als eine Stadt der Toten, als kirgisischer Ahnenfriedhof entpuppte, mit eindrucksvollen Bauten für die Toten.
Morton war zunächst ästhetisch fasziniert. Nachdem sie jedoch begriff, dass diese Friedhöfe eindrucksvolle Fossilien der multikulturellen Vergangenheit Kirgisistans waren, die nomadische, islamische und sowjetische Elemente umschlossen, kehrte  sie noch zwei Mal nach Kirgisistan zurück, um die in den einzelnen Landesteilen sehr unterschiedlichen Friedhöfe zu fotografieren.
Das 2014 publizierte Buch Cities of the Dead. The Ancestral Cemeteries of Kyrgyzstan (Städte der Toten: Die Ahnenfriedhöfe Kirgisistans) zeigte die Schönheit und Einzigartigkeit dieser Grabstätten inmitten der grandiosen Landschaft Kirgisistans.

## Werke
- Transitory Gardens, Uprooted Lives (Vergängliche Gärten, Entwurzelte Leben) (1993)
- The Tunnel: The Underground Homeless of New York City (Der Tunnel: Die Obdachlosen im Untergrund von New York City) (1995), ISBN 9783888148026 (deutsche Ausgabe)
- Fragile Dwelling: Homeless Communities of New York City (Zerbrechliche Unterkunft: Obdachlosen-Gemeinschaften in New York City) (2000)
- Glass House (2004), ISBN 9780271024646
- Cities of the Dead: The Ancestral Cemeteries of Kyrgyzstan („Städte der Toten: Die Ahnenfriedhöfe Kirgisistans“) (2014), ISBN 9780295993980